# Lucanus feglini
Lucanus feglini es una especie de coleóptero de la familia Lucanidae.

## Distribución geográfica
Habita en Afganistán.